# بيت غازي (الحيمة الداخلية)

تعديل مصدري - تعديل

بيت غازي هي إحدى قرى عزلة بني السياغ بمديرية الحيمة الداخلية التابعة لمحافظة صنعاء، بلغ تعداد سكانها 364 نسمة حسب تعداد اليمن لعام 2004.